# Светла Караянева
Светла Петкова Караянева българска е филоложка, университетска преподавателка и поетеса.

## Биография
Родена е в Златоград. Завършва българска филология в СУ „Св. Климент Охридски“.
Работи като преподавателка по български език в Аграрния университет в Пловдив. Публикува във вестници, литературни списания и сборници. Авторка е на учебници по български език за чуждестранни студенти.

## Литературни награди
- Златен плакет за поезия в Третия национален поетичен конкурс на Веселина ТВ (2003)[3]
- Сребърен дъбов лист (І награда) в конкурса „SMS – поезия“ (НДК, 2005)[4]
- Втора награда в Националния конкурс за поезия „Яворови дни“ (2006)[5]
- Награди за поезия на Годишните награди на Дружеството на писателите – Пловдив (2004, 2007)[6][7]
- Втора награда в конкурса за лирично стихотворение на името на Петко и Пенчо Славейкови (2022)[8]